# 외황강
외황강(外煌江)은 울산광역시 울주군 청량읍 율리의 문수산 청송사지 약수터에서 발원하여 울산광역시 온산읍 처용리와 남구 황성동에서 두현저수지를 거쳐 동해로 흘러드는 하천이다.
2007년부터 자원봉사자들은 강의 수십년 된 말뚝을 뽑고 어구 제거 등을 통하여, 외황강의 환경을 정화하고 있다. 이 강 유역은 처용설화의 발상지이다. 외황강 북쪽과 남쪽으로 울산화학공단과 온산화학공단이 있다.

## 지류
- 삼정천
- 두왕천
- 청량천
- 용암천

## 문화재
- 울산 성암동 패총
- 울주 청송사지 삼층석탑
- 울주 청송사지 부도